# Finanzgericht Münster

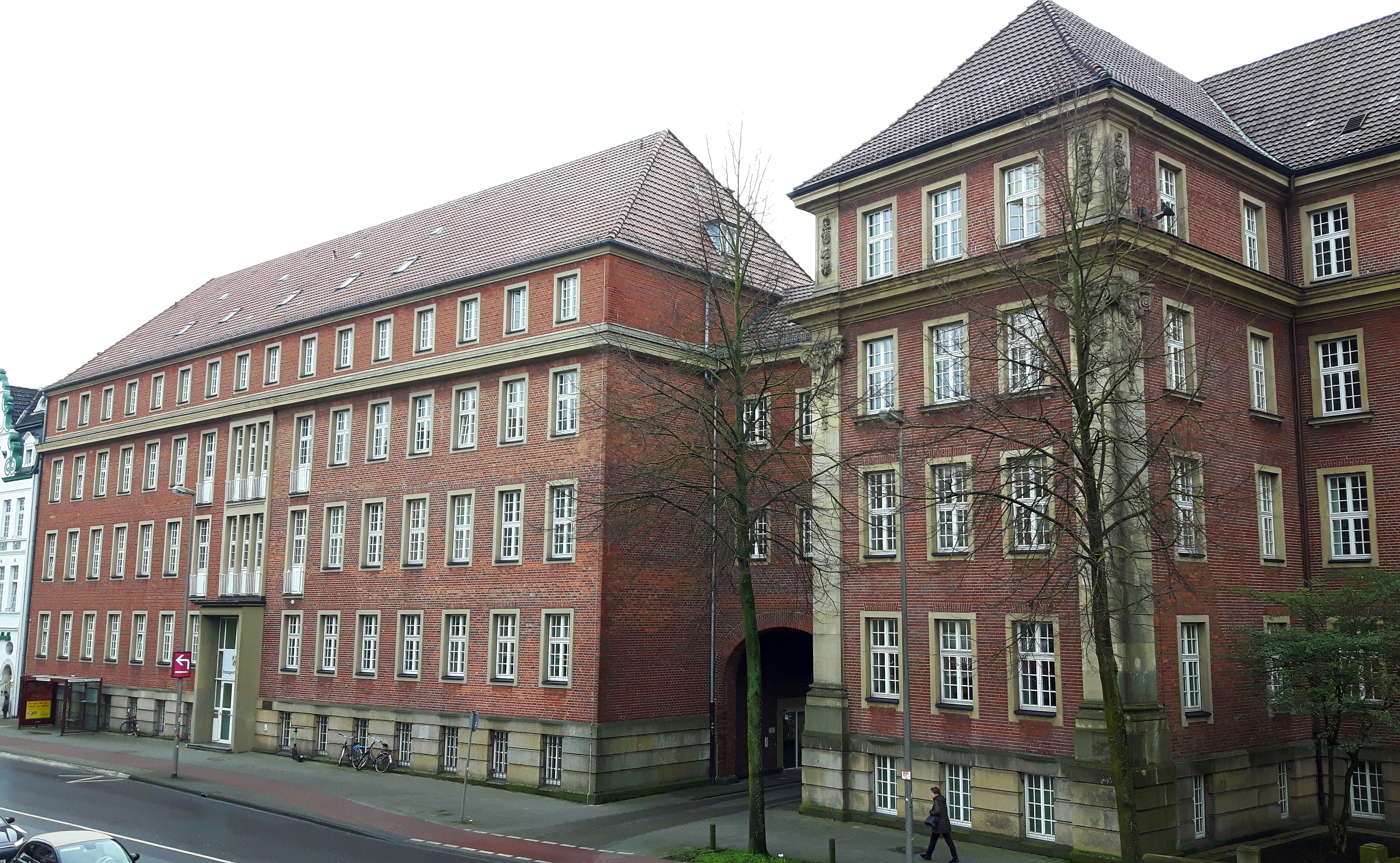
Finanzgericht Münster, Haupteingang

Das Finanzgericht Münster ist mit 15 Senaten eines der drei Finanzgerichte des Landes Nordrhein-Westfalen.

## Gerichtssitz und -bezirk
Sitz des Gerichts ist Münster. Der 21.425 km² große Gerichtsbezirk umfasst die Regierungsbezirke Arnsberg, Detmold und Münster. Im flächenmäßig größten und einwohnerreichsten Gerichtsbezirk leben rund 8,4 Millionen Menschen. Die beiden anderen nordrhein-westfälischen Finanzgerichte sind das Finanzgericht Düsseldorf und das Finanzgericht Köln.

## Gerichtsgebäude

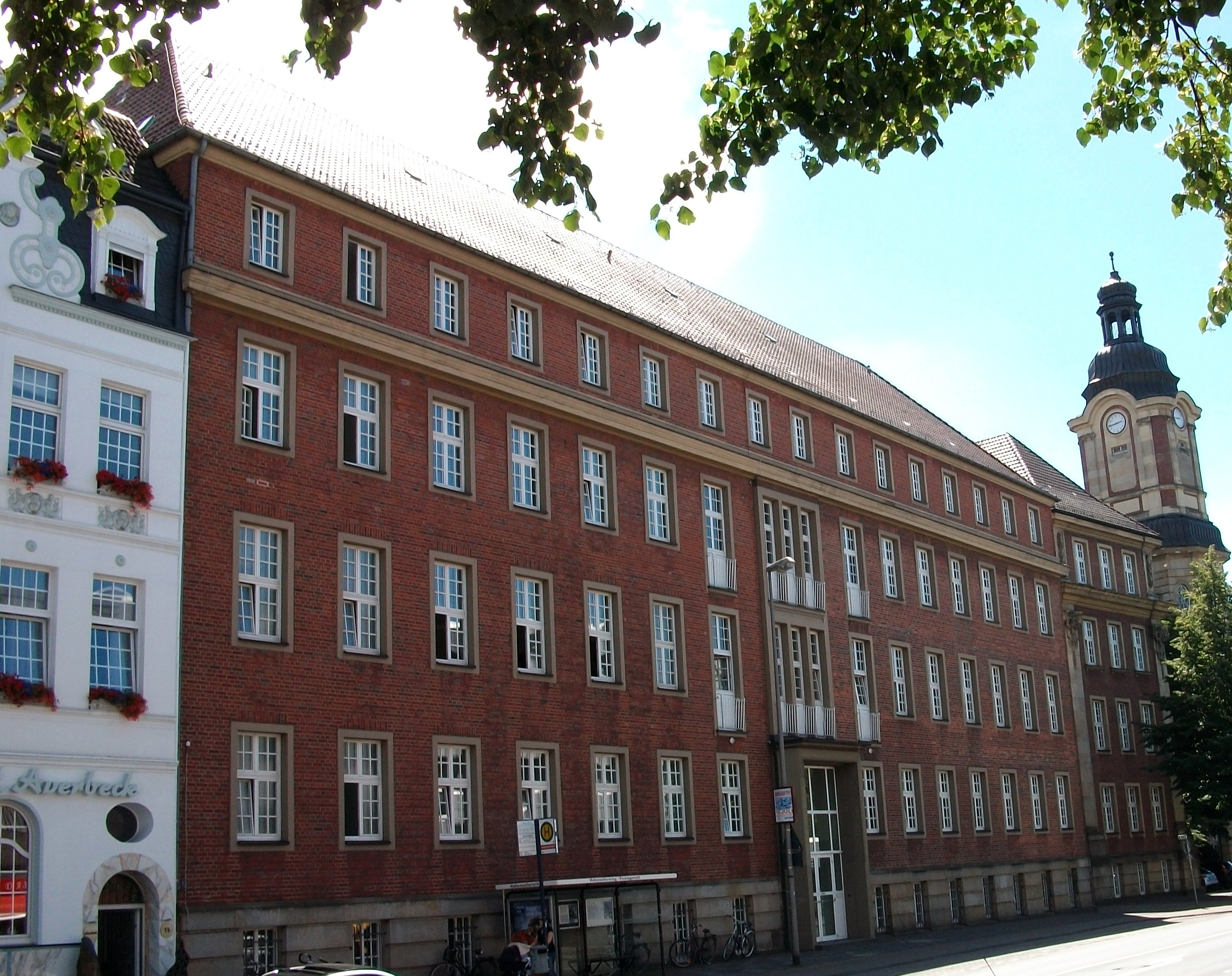
Finanzgericht Münster, Blickrichtung ehemaliges Gebäude der Oberfinanzdirektion

Das Gericht ist in der Warendorfer Str. 70 untergebracht und schließt sich direkt an das ehemalige Gebäude der Oberfinanzdirektion Münster an.

## Geschichte
In den Jahren 1912 bis 1914 wurde das heutige Gerichtsgebäude erbaut. Das Finanzgericht Münster wurde zum 1. Februar 1949 förmlich durch eine Verordnung der britischen Militärregierung errichtet und zum 1. August 1949 gleichzeitig mit dem Finanzgericht Düsseldorf eröffnet. Erster Gerichtspräsident wurde Oberregierungsrat Wilhelm  Gantenfort, der zuvor das Finanzamt Recklinghausen leitete und schon mit dem Aufbau des Gerichts beauftragt war.
Bereits am 12. August 1949 fand die erste Sitzung des Gerichts statt, das anfänglich über vier Kammern verfügte. Damals waren 10 Richtern und Hilfsrichtern, zwei Urkundsbeamten, eine Registraturkraft und ein Bote an dem Gericht tätig. Bis zum Jahr 1970 wurden vier weitere Kammern eingerichtet. Die Zahl der Richter erhöhte sich auf 32. Im nichtrichterlichen Dienst waren 40 Personen beschäftigt.

## Instanzen

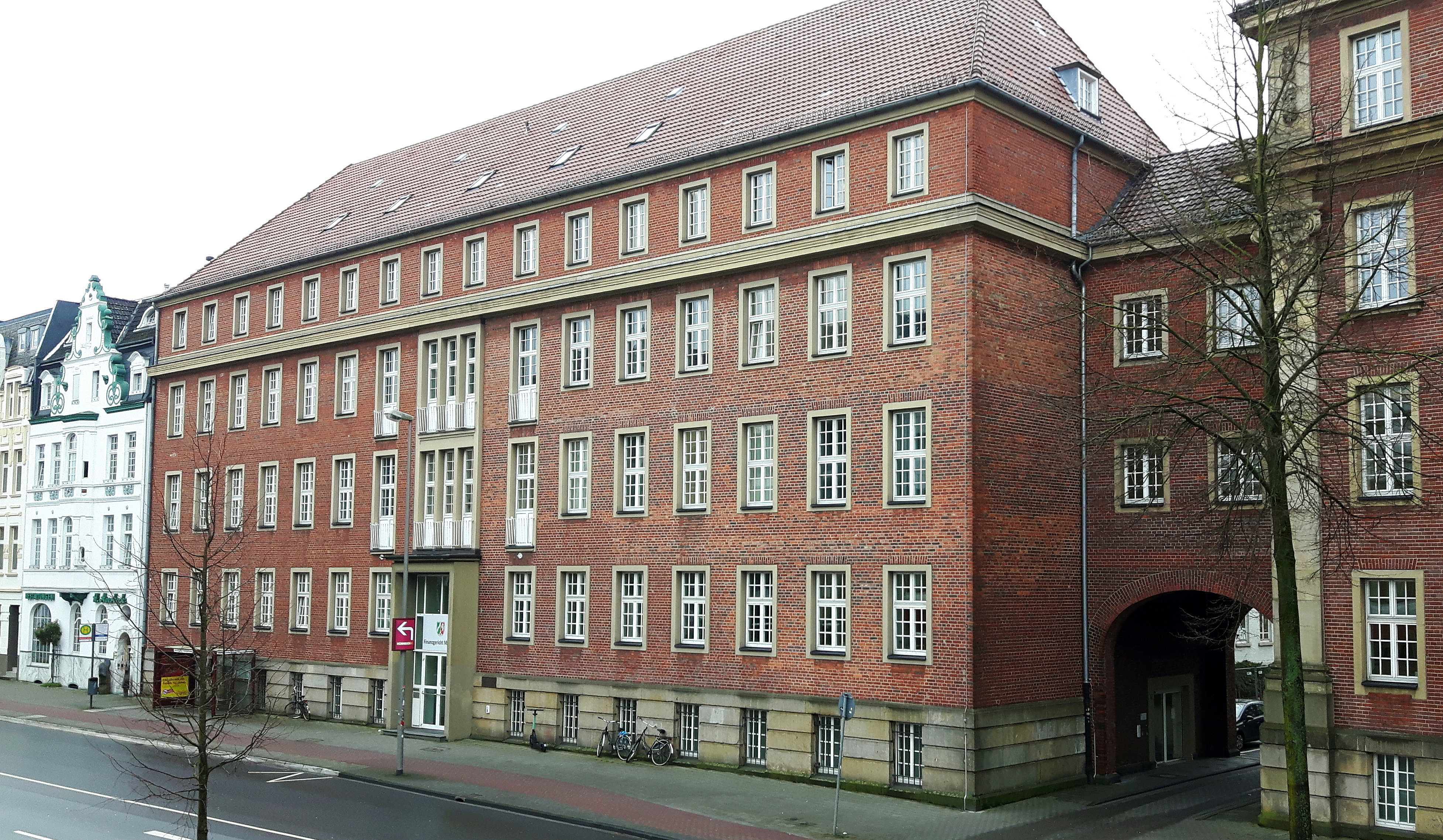
Finanzgericht Münster, Zufahrt Innenhof

In der Bundesrepublik gibt es 18 Finanzgerichte. Finanzgerichte sind obere Landesgerichte. Das Finanzgericht Münster verfügte am 1. Oktober 2016 über 15. Senate und insgesamt 110 Beschäftigte, davon 54 Richter. Die Berufsrichter werden bei ihrer Tätigkeit von ehrenamtlichen Richtern unterstützt.
Das Finanzgericht Münster entscheidet als Oberes Gericht des Landes mit einem Spruchkörper von drei Berufsrichtern und zwei ehrenamtlichen Richtern. In einfach gelagerten Fällen kann die Entscheidung einem Einzelrichter übertragen werden. Wegen des nur zweistufigen Aufbaus der Finanzgerichtsbarkeit ist das Finanzgericht Münster die einzige Tatsacheninstanz. Übergeordnet ist der Bundesfinanzhof.

## Leitung (Präsidenten)
- 1949–1954: Wilhelm Gantenfort; Gründungspräsident
- Walter Mitze, * 31. Aug. 1892
- 30. Sept. 1960 – 1976: Otto Reske, * 27. Mai 1911
- Ab 1. Juni 1976: Hans Werner Verhorst, * 13. Juli 1921
- Ab 13. Juni 1986: Hartmut Reim, * 7. Juni 1936
- 2001–2008: Torsten Ehmcke[5]
- 1. Mai 2008 – 29. Aug. 2018: Johannes Haferkamp[6]
- Seit 29. Aug. 2018: Christian Wolsztynski[6]